# Węgorzyno (Kępice)
Węgorzyno (deutsch Vangerin) ist ein Dorf in der polnischen Woiwodschaft Pommern. Es gehört zur Gmina Kępice (Gemeinde Hammermühle) im Powiat Słupski (Stolper Kreis). 

## Geographische Lage

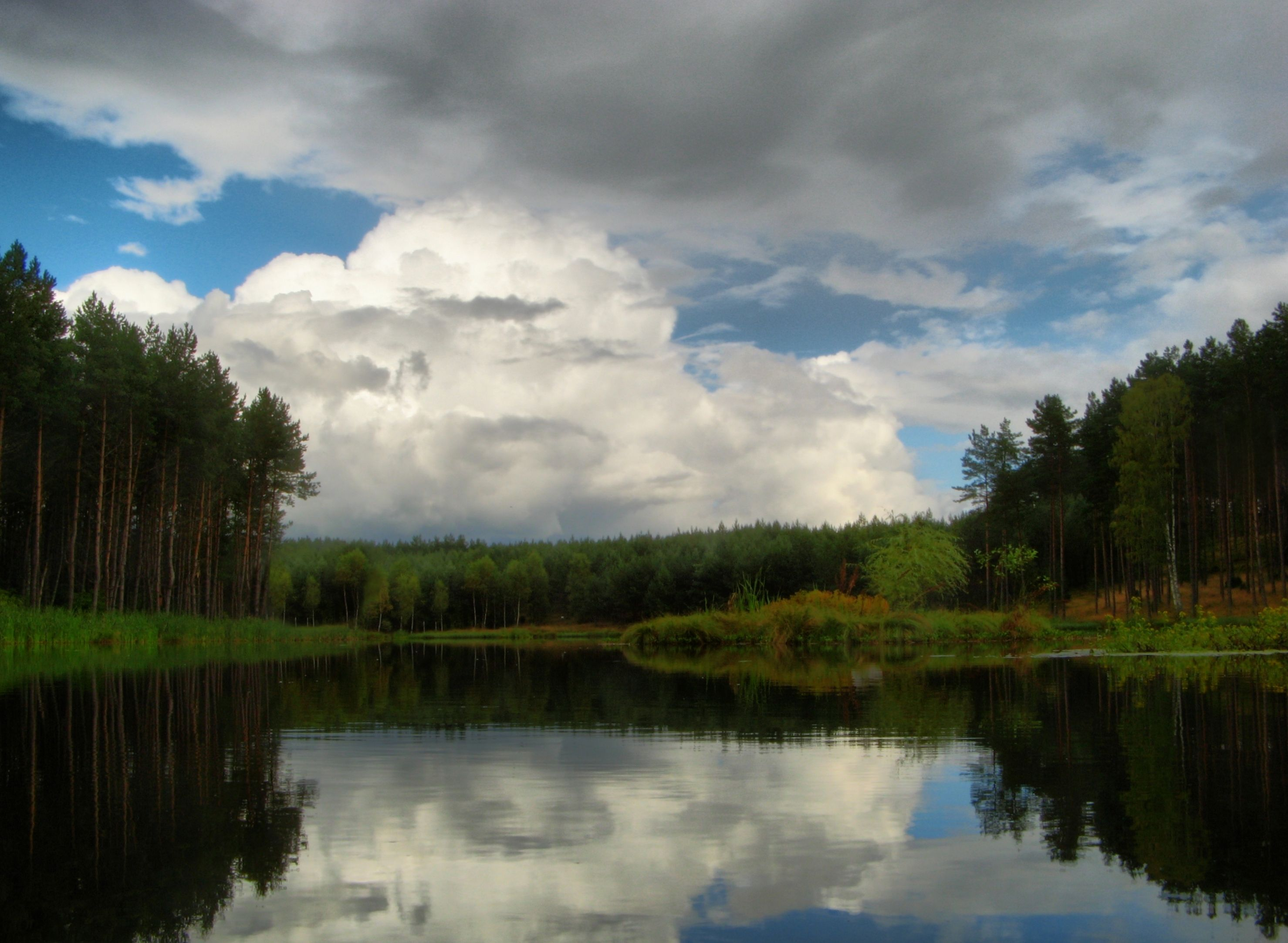
Vangeriner Moorsee (2010)

Das Dorf liegt in Hinterpommern, rechts der Stüdnitz, etwa 175 km nordöstlich von Stettin, etwa 120 km westlich von Danzig und 17 Kilometer nordnordwestlich von Miastko (Rummelsburg i. Pom.) 
Südwestlich des Dorfs befindet sich der Vangeriner Moorsee.

## Geschichte

Vangerin bei Börnen, nordnordwestlich von Rummelsburg und südwestlich des Kirchdorfs Treblin, auf einer Landkarte von 1915

Das einstige Gut Vangerin gehörte ehemals zu dem alten Zitzewitzschen Lehen Brotzen, das sich um 1782 im Besitz der Lehensnachfolger des Hauptmanns Friederich von Zitzewitz befand.  Laut Vasallen-Tabelle besaß um 1804 der 57 Jahre alte Gerhard Christoph von Zitzewitz, Major a. D., das Lehen Brotzen nebst Bauerngut Börnen und Gut Vangerin.
Um 1884 befand sich das Rittergut Vangerin im Besitz des Berliner Bankiers B. Meyer, der es auch noch 1892 besaß.
Vangerin bildete bis 1938 eine eigene Landgemeinde.  Im Jahre 1925 wurden in Vangerin 137 Einwohner in 35 Haushaltungen gezählt. Neben Vangerin bestanden in der Gemeinde keine benannten Wohnplätze. Um 1935 gab es im Dorf Vangerin unter anderem einen Gemischtwarenladen und eine Schmiede. Zum 1. April 1936 wurde Vangerin in die benachbarte Landgemeinde Börnen eingemeindet.
Die Landgemeinde Börnen mit dem Wohnplatz Vangerin gehörte im Jahr 1945 zum Landkreis Rummelsburg im Regierungsbezirk Köslin der preußischen Provinz Pommern des Deutschen Reichs und war dem Amtsbezirk Treten zugeordnet. Das Standesamt befand sich in Treten.
Gegen Ende des Zweiten Weltkriegs wurde Börnen Anfang März 1945 von der Roten Armee besetzt.
Anschließend wurde Börnen zusammen mit ganz Hinterpommern von der Sowjetunion der Volksrepublik Polen zur Verwaltung überlassen. In der Folgezeit wurde die einheimische Bevölkerung von der polnischen Administration aus Börnen vertrieben. Der Ortsname Börnen wurde zu „Darnowo“ polonisiert und der Name des Wohnplatzes Vangerin zu „Węgorzyno“.